# Шприцер
Шприцер је алкохолно пиће (коктел) које се добија искључиво мешавином белог вина  и  соде воде из „сифона” (боце која се пуни водом под притиском уз додавање угљен-диоксида).
Највероватније је име добио од немачке речи која означава „прскање”. Шприцер је настао у Немачкој почетком 19. века када су у граду Selcer направили прву сода воду. Сода вода је чиста вода без минерала и соли којој је додат угљен-диоксид и најбоља је за мешање са вином.
У Србију су сода воду и шприцер донели богати трговци и он је убрзо постао неизоставан гост сваке прославе. 
Од 1990. па до данас, содарски занат се полако гасио и на српске трпезе се уселио гост из суседне државе, Хрватске а то је Гемишт. Мешавина вина и минералне газиране воде се зове „Гемишт” и популаран је у Хрватској, нарочито у Загребу, Загорју и Словенији. Лети је популаран и Шкопец а то је мешавина вина и минералне газиране воде у размеру 1:1.
Мађари имају више имена за шприцер у зависности од тога како се прави. На пример, шприцер звани „дуги корак” (мађ. Hosszú lépés) има две трећине вина и духовито се назива тако јер наводно изазива кретање „дугим корацима”.
Битна разлика између шприцера и гемишта је у саставу минералне газиране воде која у себи има доста минерала и соли и тиме значајно погоршава квалитет мешавине. 